# Міколас Бурокявічюс
Міколас Мартинович Бурокявічюс (лит. Mykolas Burokevičius; 7 жовтня 1927 — 20 січня 2016) — литовський комуністичний партійний діяч, останній перший секретар Комуністичної партії Литовської РСР. Член ЦК КПРС у 1990—1991 роках. Член Політбюро ЦК КПРС з 13 липня 1990 по 23 серпня 1991 року. Доктор історичних наук, професор. Був засуджений до 12 років ув'язнення за участь у спробі державного перевороту та співучасть у вбивстві під час вільнюських подій у січні 1991 року.

## Біографія
Народився в місті Алітус в родині робітника. На початку німецько-радянської війни був вивезений разом із піонерським табором міста Друскінінкай до міста Воткінська Удмуртської АРСР. Навчався в литовській школі-інтернаті. Від 1942 року працював столяром, токарем на воєнному заводі в місті Воткінську (Удмуртська Автономна Радянська Соціалістична Республіка).
Від 1944 року перебував на комсомольській та партійній роботі в Литві: інструктор, завідувач сектору, секретар Вілкавішського повітового комітету ЛКСМ Литви. З 1945 року — пропагандист Вілкависького повітового комітету КП(б) Литви, слухач республіканської партійної школи при ЦК КП(б) Литви. Член ВКП(б) з 1946 року.
У 1946—1947 роках — пропагандист, завідувач парткабінету —заступник завідувача відділу Вілкависького повітового комітету КП(б) Литви. З 1947 по 1949 рік продовжив навчання в республіканській партійній школі при ЦК КП(б) Литви. З 1949 року — інструктор, завідувач сектору ЦК КП(б) Литви. З 1956 року — завідувач відділу Вільнюського міського комітету КП Литви.
Закінчив Вільнюський державний педагогічний інститут (1955) й Академію суспільних наук (1963). З 1963 року працював старшим науковим співробітником Інституту історії партії при ЦК Комуністичної партії Литви, з 1969 року — завідувачем кафедри Вільнюського інженерно-будівельного інституту.
1975 року захистив докторську дисертацію. Від 1976 року був професором кафедри наукового комунізму Вільнюського державного педагогічного інституту.
Після розколу Компартії у грудні 1989 року — секретар, а від 4 березня 1990 року — перший секретар ЦК КПЛ. На XXVIII з'їзді КПРС (липень 1990) був обраний членом ЦК КПРС, а на пленумі ЦК після з'їзду — членом Політбюро ЦК КПРС.
На початку січня 1991 року звернувся до Михайла Горбачова з проханням про введення військ у Вільнюс. Горбачов такого рішення не прийняв, але війська були введені за наказом міністра внутрішніх справ СРСР Бориса Пуго та міністра оборони СРСР Дмитра Язова, результатом чого стали події 11-13 січня 1991 року та проголошення «Комітету національного порятунку Литви» як єдиної легітимної влади в країні, спроба захоплення Верховної ради, телецентру, загибель 14 осіб і поранення 144.
13 січня 1991 року прокуратура Литви порушила кримінальну справу за фактом спроби здійснення державного перевороту, одним зі звинувачуваних у якій був Бурокявічюс. Однак його не заарештували, позаяк після остаточного розпаду СРСР він утік до Білорусі.
15 січня 1994 року його заарештували в Мінську та видали спецслужбам Литви (разом з Юозасом Єрмалавічюсом).
Наприкінці жовтня 1996 року у Вільнюському окружному суді розпочався процес над Бурокявічюсом і низкою лідерів литовської компартії на платформі КПРС у справі «Про державний переворот 13 січня 1991 року». Їм інкримінувались «спроба зміни державного устрою» й організація виступу частин ПДВ, КДБ й МВС з метою захоплення будівель радіо й телебачення, а також співучасть у вбивстві та пораненні осіб, постраждалих під час тих подій. Сам Бурокявічюс стверджував, що у натовпі людей працювали бойовики-провокатори Буткявічюса.
23 серпня 1999 року Бурокявічюса визнали винним у створенні антидержавних організацій, публічних закликах до насильницького порушення суверенітету Литовської Республіки, виконуючи завдання іншої держави, умисному вбивстві за обтяжувальних обставин і засудили до 12-річного ув'язнення.
Вийшов на свободу 13 січня 2006 року. Як відзначав після звільнення сам Бурокявічюс, з дванадцяти років позбавлення волі, у в'язниці він провів близько семи років, решта — в колонії суворого режиму.
Помер 20 січня 2016 року в лікарні від гострої серцевої недостатності. Похований на Карвеліському цвинтарі поряд із дружиною.